# ماتيو فاي
ماتيو فاي (بالفرنسية: Mathieu Faye)‏ (27 يوليو 1958 بداكار في السنغال - ) هو لاعب كرة سلة سنغالي في مركز الهجوم خلفي، شارك في الألعاب الأولمبية الصيفية 1980 وبطولة كأس العالم لكرة السلة 1978. ولعب مع ليموج سي إس بي.

## وصلات خارجية
- ماتيو فاي على موقع الاتحاد الدولي لكرة السلة (الإنجليزية)
- ماتيو فاي على موقع بروبوليرز (الإنجليزية)
- ماتيو فاي على موقع سبورتس رفرنس (الإنجليزية)
- ماتيو فاي على موقع اللجنة الأولمبية الدولية (الإنجليزية)
- ماتيو فاي على موقع أوليمبيديا (الإنجليزية)